# 因德比岑山
78°49′S 84°47′W / 78.817°S 84.783°W

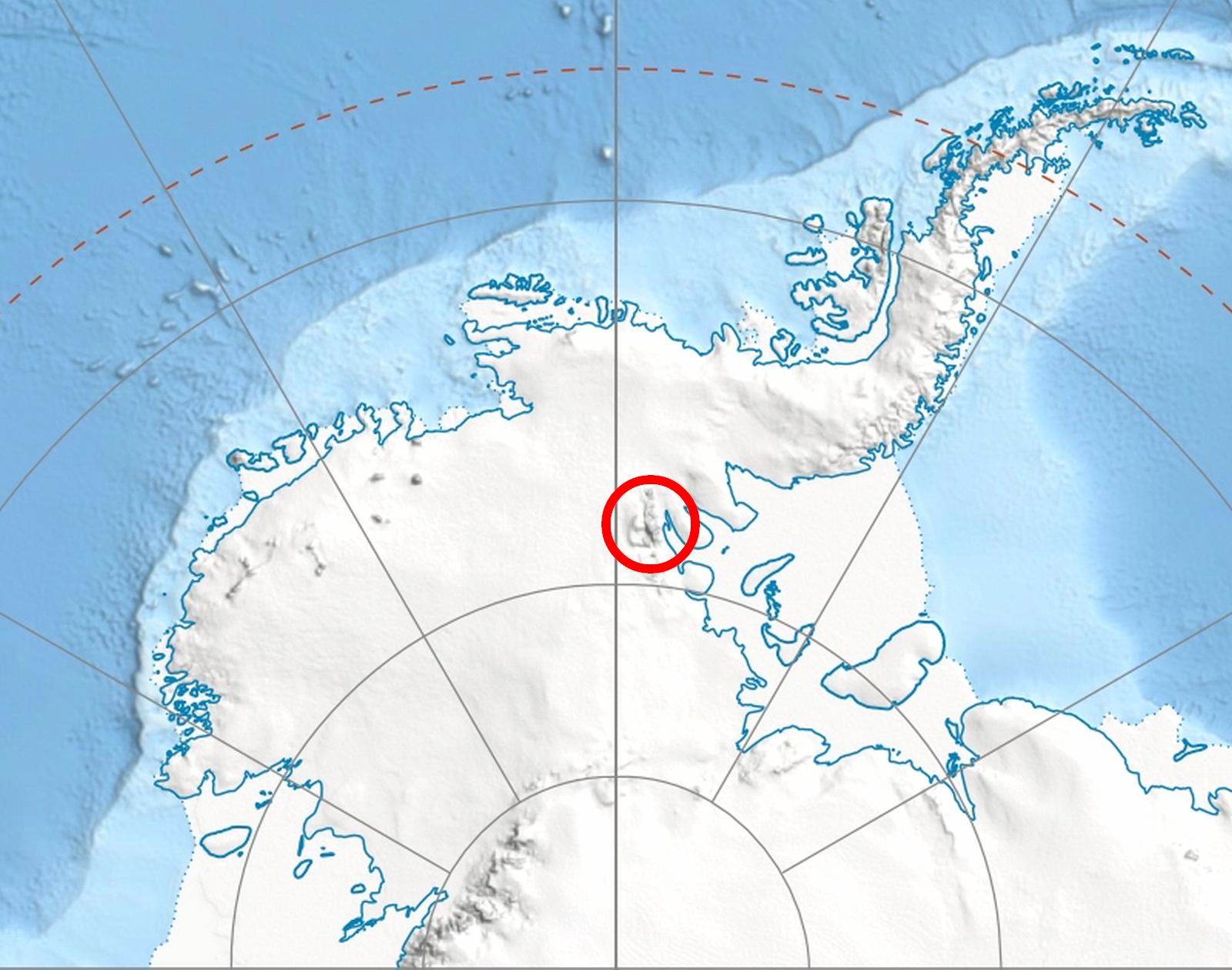

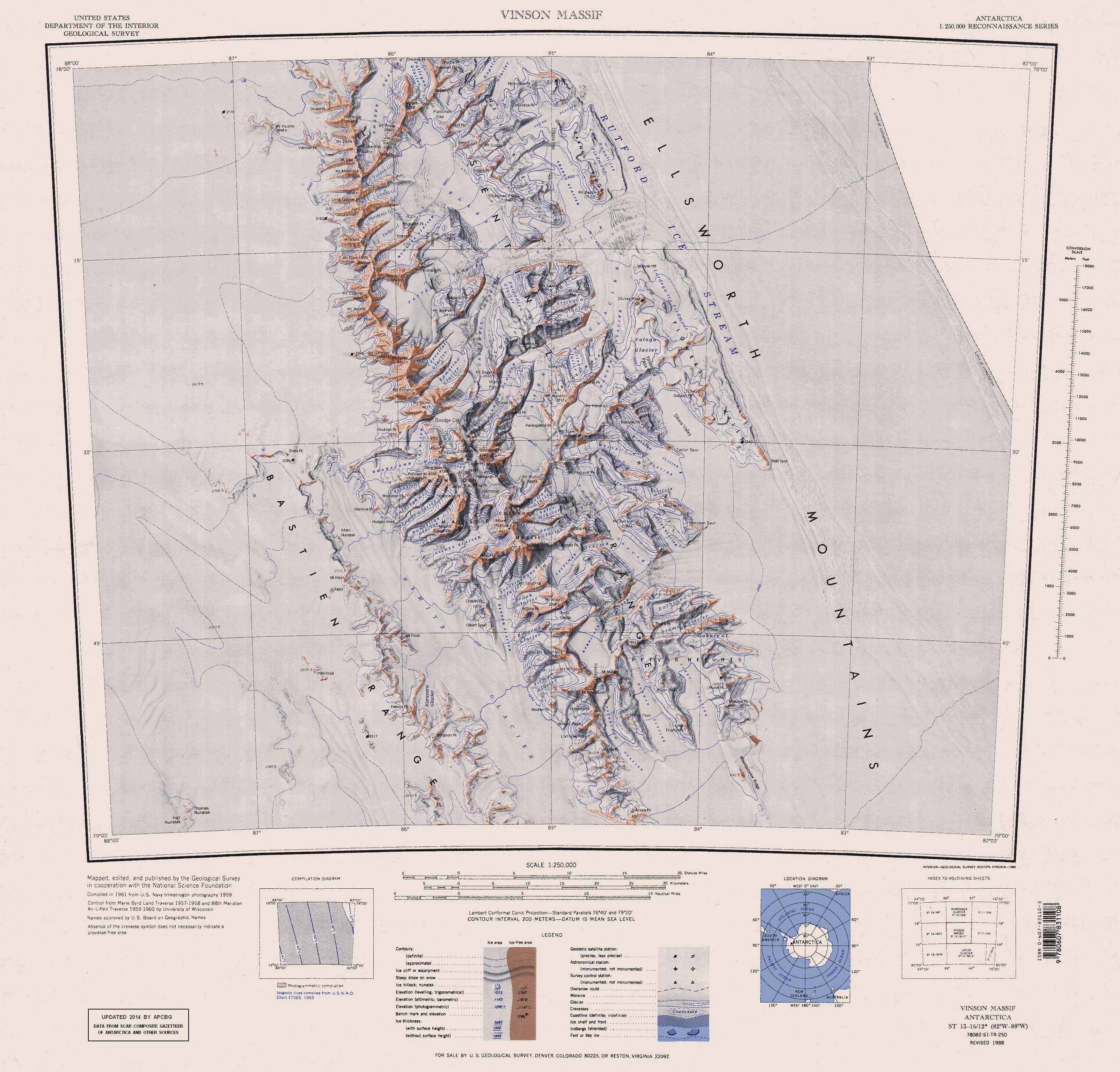

因德比岑山是南極洲的山峰，位於埃爾斯沃思地，屬於埃爾斯沃思山脈中森蒂納爾嶺的一部分，處於克雷杜克山東南面22公里和米爾頓山以南3公里，海拔高度超過2,600米。

## 外部連結
- SCAR Composite Gazetteer of Antarctica（页面存档备份，存于）.